# Anatolij Sjeljuchin
Anatolij Ivanovitj Sjeljuchin (ryska: Анатолий Ивановин Шелюхин), född 6 april 1930, död 21 oktober 1995, var en sovjetisk längdåkare som tävlade under 1950- och 1960-talet. Hans främsta merit är ett VM-silver på 4 x 10 km i Lahtis 1958.